# Пайміо
Па́йміо (фін. Paimio швед. Pemar)  — місто в провінції Південно-західна Фінляндія в губернії Західна Фінляндія, поруч з містом Кааріна.
Населення  — 10 619 осіб (2014), площа  — 242,24 км², водяне дзеркало  — 3,89 км², щільність населення  — 44,55 осіб/км².

## Пам'ятки
Церква Святого Михайла, збудована в 1698 р. На території церкви старовинний міський цвинтар.

## Культура
- Музей електротехніки.
- Музей етнографії.
- Будинок-музей Августа Пюйольніітта, вченого-самоучки.